# فصيلة العنتر
العَنْتريات أو العُنتُر  أوالذباب السارق أو أزيليدى (الاسم العلمي: Asilidae) أو نقحرة: فصيلة أسيليدي فصيلة من الحشرات تعدوا على الحشرات الأخرى وتفترسها.